# Brunello Cucinelli
Brunello Cucinelli S.p.A. (義大利語發音：[bruˈnɛllo kutʃiˈnɛlli]) 是一家意大利时尚品牌，主要在欧洲、北美、南美和东亚销售男装、女装及配饰。 该公司由Brunello Cucinelli于1978年创立。

## 历史
Brunello Cucinelli于1978年创立了他的时装公司，为女性设计蒙古羊绒服装。
2014年6月，创始人Brunello Cucinelli将其持有的Fedone S.r.l.（该公司拥有该时尚品牌61.56%的股份）转让给一个新的信托公司Esperia Trust Company S.r.l.，旨在为他的女儿们谋福利并继续他的慈善事业。
2017年，Brunello Cucinelli的销售额达到5亿欧元，其中35%来自北美。该公司在全球拥有124家品牌店铺中的94家。 2017年1月，该公司推出了一个电子商务网站。 2018年1月，创始人Brunello Cucinelli通过其控股公司Fedone S.r.l.出售了400万股公司股份，将其持股比例降至公司资本的51%。 通过这一举措，公司6%的股份（价值1亿欧元）被投资于其家族的慈善基金。 2018年5月，该公司在墨西哥开设了第二家店铺。两家店铺均位于墨西哥首都。
2022年，Brunello Cucinelli与香奈儿共同投资羊绒供应商Cariaggi Lanificio，并收购了该公司43%的股份。
2023年，该品牌的销售额较2022年增长了24%，达到11.4亿欧元。第四季度的业绩最为突出，销售额增长15.6%，达到3.21亿欧元。
2024年，Brunello Cucinelli通过收购Sartoria Eugubina缝纫工坊并建设新工厂，加强了其在意大利的生产线，以满足日益增长的消费者需求。

## 其他活动
2022年，Brunello Cucinelli与依视路陆逊梯卡签订了关于男女奢侈眼镜的授权协议。
2023年，Brunello Cucinelli首次进军香水领域，推出了两款与Euroitalia合作设计的香水，该公司专注于奢侈香水的创作与分销。

## 组织架构
Cucinelli通过Fedone Srl控制公司。 Cucinelli的家族信托持有公司57%的股份，该公司于2012年以每股7.75欧元的价格上市。 2014年，Cucinelli设立了一个信托基金，以惠及他的女儿Camilla和Carolina，确保其同名公司的顺利交接。
公司总部位于翁布里亚中部山顶上的一座14世纪城堡，该地区被称为意大利的“绿色心脏”。
公司将20%的利润捐赠给其慈善基金会。 截至2017年6月，公司的市值超过16亿欧元。